# Marie Louise de Schleswig-Holstein
Prințesa Marie Louise (Franziska Josepha Louise Augusta Marie Christina Helena; n. 12 august 1872 d. 8 decembrie 1956) a fost membră a familiei regale britanice, nepoată a reginei Victoria.

## Origini
Prințesa Marie Louise s-a născut la Cumberland Lodge, Windsor Great Park. Tatăl ei a fost Prințul Christian de Schleswig-Holstein, al treilea fiu al Ducelui Christian de Schleswig-Holstein și a contesei Louise de Danneskjold-Samsøe. Mama ei a fost Prințesa Elena, al cincilea copil și a treia fiică a reginei Victoria și a Prințului Albert de Saxa-Coburg-Gotha. Părinții ei locuiau în Regatul Unit și prințesa era considerată membră a familiei regale britanice. A fost botezată la 18 septembrie 1872. Nașii ei au fost împăratul Franz Joseph I al Austriei și regina Hanovrei Marie de Saxa-Altenburg.

## Căsătorie

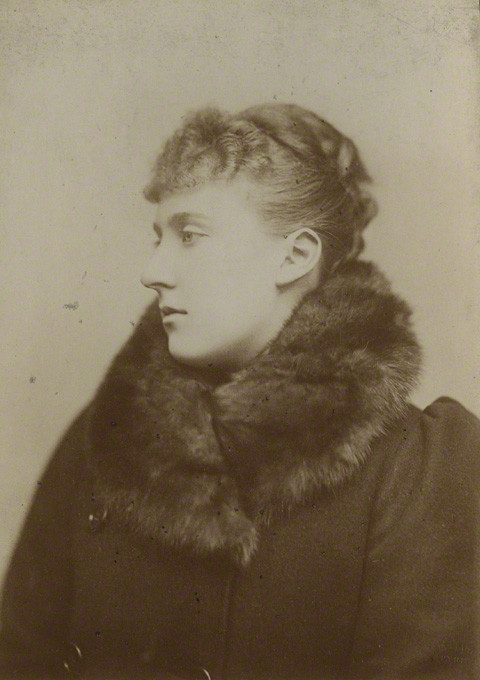
Prințesa Marie Louise în anii 1890

La 6 iulie 1891, Prințesa Marie Louise s-a căsătorit cu Prințul Aribert de Anhalt (18 iunie 1866 – 24 decembrie 1933) la capela St George a Castelului Windsor. Prințul Aribert era al treilea fiu al lui Frederic I, Duce de Anhalt și a soției acestuia, Prințesa Antoinette de Saxa-Altenburg. Vărul primar al miresei, împăratul Wilhelm al II-lea al Germaniei, a organizat acest aranjament.
Mariajul a fost unul nefericit și fără copii. (După ani de fapt, s-a dezbătut dacă Aribert a fost homosexual și a fost prins în pat cu un servitor, fie de Marie Louise fie de tatăl său.) În decembrie 1900, socrul ei s-a folosit de prerogativele sale ca Duce de Anhalt să anuleze căsătoria. Prințesa Marie Louise, aflată într-o vizită oficială în Canada în acel timp, s-a întors imediat în Marea Britanie. Potrivit memoriilor sale, ea a considerat căsătoria ei ca o promisiune obligatorie, așa că nu s-a recăsătorit. Totuși, memoriile sale indică o furie asupra experienței maritale și o antipatie evidentă față de fostul său soț.

## Primul Război Mondial
În iulie 1917, când regele George al V-lea a schimbat numele casei regale britanice din Casa de Saxa-Coburg-Gotha în Casa de Windsor, de asemenea, el a ordonat numeroșilor săi veri și rude care erau supuși britanici să nu mai folosească titlurile lor germane. Prințesa Marie Louise și sora ei necăsătorită, Prințesa Elena Victoria, au devenit cunoscut doar ca "HH Prințesa Marie Louise" și "HH Prințesa Elena Victoria" acordându-le vechea distincție de a fi prințese, dar nu neapărat membri ai vreunei familii regale.

## Ultimii ani
Prințesa Marie Louise a participat la patru încoronări la Westminster Abbey: cea a regelui Eduard al VII-lea și a reginei Alexandra în 1901; George al V-lea și regina Mary în 1911; George al VI-lea și regina Elizabeth în 1937 și regina Elisabeta a II-a în 1953. În 1956, ea și-a publicat memoriile, My Memories of Six Reigns. A murit la casa ei din Londra câteva luni mai târziu, la vârsta de 84 de ani.